# Mladinska pesem Evrovizije 2016
Mladinska pesem Evrovizije 2016
Junior Eurovision Song Contest 2016 je bila štirinajsta oddaja letnega tekmovanja Junior Eurovision Song Contest, ki je potekalo v Valletti na Malti. To je bilo drugič, da je Malta gostila Junior Eurovision Song Contest, prvič je to storila leta 2014. Jon Ola Sand je bil imenovan za izvršnega nadzornika tekmovanja Junior Eurovision Song Contest 2016, potem ko je bil prejšnji nadzornik, Vladislav Yakovlev, odpuščen.
Tekmovanja se je udeležilo sedemnajst držav. Črna gora in Slovenija sta se umaknili iz tekmovanja po dveh tekmovanjih, San Marino pa se je umaknil po treh. Ciper se je vrnil po enoletnem premoru, Izrael pa po triletnem premoru. Poljska se je vrnila na tekmovanje po rekordnih enajstih letih. Prvič od ustanovitve tekmovanja pri glasovanju ni bil vključen javni televoting. Končni rezultati so bili določeni s kombinacijo strokovnih in mladinskih žirij.
Zmagovalec tekmovanja je bila Mariam Mamadashvili, ki je predstavljala Gruzijo s pesmijo "Mzeo". To je tretjič, da je Gruzija zmagala na Junior Eurovision Song Contest (po letih 2008 in 2011), s čimer je postala prva država, ki je tekmovanje zmagala trikrat. Armenija je zasedla drugo mesto, Italija pa tretje.